# Robert Hossein

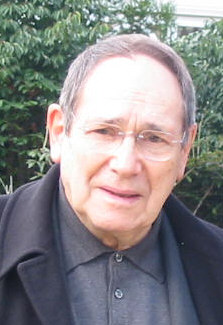
Robert Hossein

Robert Hossein (n. 30 decembrie 1927, Paris, Île-de-France, Franța – d. 31 decembrie 2020, Essey-lès-Nancy⁠(d), Grand Est, Franța) a fost un actor, scenarist și regizor francez de teatru și film.

## Biografie
A făcut studii de actorie cu Tania Balachova, René Simon, Jean Marchat și Raymond Rouleau. Se impune în viața artistică atât ca actor și regizor, dar și ca dramaturg fiind autorul piselor Les Voyous (1949), Responsabilitate limitată (1954),

## Filmografie selectivă
- 1948 Le Diable boiteux, regia Sacha Guitry
- 1954 Portul blondelor (Quai des blondes), regia Paul Cadéac
- 1955 Ticăloșii merg în iad (Les Salauds vont en enfer), regia Robert Hossein
- 1955 Scandal printre bărbați (Du rififi chez les hommes), regia Jules Dassin
- 1956 Crimă și pedeapsă (Crime et châtiment), regia Georges Lampin
- 1956 Pardonnez nos offenses (regia)
- 1957 Nu vă încredeți fetelor (Méfiez-vous fillettes!), regia Yves Allégret
- 1957 Nu se știe niciodată... (Sait-on jamais...), regia Roger Vadim
- 1958 În umbra legii (La liberté surveillée / V proudech), regia Henri Aisner și Vladimír Vlček
- 1958 Tu, veninul (Toi, le venin), regia Robert Hossein
- 1959 Femei care dispar (Des femmes disparaissent), regia Édouard Molinaro
- 1959 Noaptea spionilor (La Nuit des espions), regia Robert Hossein
- 1959 Sentința (La Sentence), regia Jean Valère
- 1960 Canaliile (Les Canailles), regia Maurice Labro
- 1961 Madame Sans-Gêne, regia Christian-Jaque
- 1962 Odihna luptătorului (Le Repos du guerrier), regia Roger Vadim
- 1963 Piele de găină (Chair de poule), regia Julien Duvivier
- 1964 Angelica, marchiza îngerilor (Angélique, marquise des anges ), regia Bernard Borderie
- 1964 Moartea unui ucigaș (La Mort d'un tueur), regia Robert Hossein
- 1965 Vampirul din Düsseldorf (Le Vampire de Düsseldorf), regia Robert Hossein
- 1966 Angelica și regele (Angélique et le roy), regia Bernard Borderie
- 1967 Eu l-am ucis pe Rasputin (J'ai tué Raspoutine), regia Robert Hossein
- 1967 Neîmblânzita Angelica (Indomptable Angélique), regia Bernard Borderie
- 1967 Omul care a trădat mafia (L'Homme qui trahit la mafia), regia Charles Gérard
- 1968 Angelica și sultanul ( Angélique et le sultan), regia Bernard Borderie
- 1968 Slaba virtute (La Petite vertu), regia Serge Korber
- 1969 Anul carbonarilor (Nell'anno del Signore), regia Luigi Magni
- 1969 Jocul care ucide (Maldonne), regia Sergio Gobbi
- 1969 O funie... un colt (Une corde, un Colt...), regia Robert Hossein
- 1970 Punctul căderii (Le point de chute), regia Robert Hossein
- 1970 Vremea lupilor (Le temps des loups), regia Sergio Gobbi
- 1971 Spargerea (Le Casse), regia Henri Verneuil
- 1973 Don-Juan (Don Juan ou Si Don Juan était une femme...), regia Roger Vadim